# Saiō

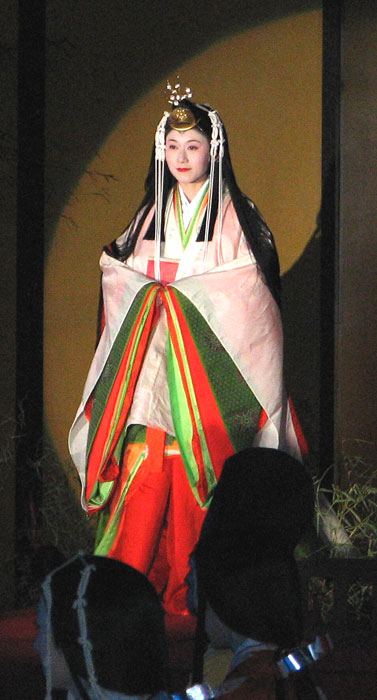
Mô phỏng hình tượng Saiō trong trang phục jūnihitoe tại lễ hội Saiō Matsuri năm 2007

Saiō (斎王 (Trai vương)), hay còn gọi là Itsuki no Miko (斎皇女 (Trai Hoàng nữ)), là một danh hiệu từng tồn tại từ năm 673 đến năm 1334 trong lịch sử Nhật Bản dành cho những thành viên nữ chưa kết hôn trong hoàng tộc được gửi đến Thần cung Ise với tư cách đại tư tế phục vụ các vị thần nhân danh Thiên hoàng. Nơi ở của các Saiō là Saikū (斎宮 (Trai cung)) nằm cách thần cung (đền thờ) 10 km về phía tây bắc. Di tích còn sót lại của Saikū nằm tại thị trấn Meiwa, tỉnh Mie, Nhật Bản.